# Парк Победы (Минск)
Парк Победы (бел. Парк Перамогі) — крупнейший из парков Минска, одно из любимых мест отдыха минчан.

## Описание
Парк расположен в Центральном районе Минска рядом с водохранилищем Комсомольское озеро. Ограничен проспектами Победителей и Машерова, улицами Орловская и Старовиленским трактом. Площадь парка составляет 200 га. (Для сравнения площадь парка Победы в Москве составляет 135 га.) Является частью водно-зелёного диаметра столицы.

## История
```
История парка Победы в Минске берет свое начало 1941 году. Отправной точкой создания парка считается перекрытие дамбой реки Свислочь и образование Комсомольского озера. 22 июня 1941 года планировалось открытие Комсомольского озера, но в этот день началась война. Минск бомбили и тожественное открытие не состоялось. До реставрации 2008-2011 г.г. парк в народе называли просто "Парк на Комсомольском озере". После реставрации было присвоено название "Парк победы". В ходе реставрации был уничтожен пляж с волейбольной площадкой на левом берегу р. Свислочь. План дорожек в парке был плохо продуман, в итоге через несколько лет появились протоптанные людьми тропинки. 
```

Изначально территория парка занимала 100 га. После окончания войны отдельные его фрагменты не раз подвергались реставрации. 
В 1985 году, к сорокалетию Победы, у  главного входа  установили монумент «Минск – город-герой». 
В 2005 году Государственным комитетом было принято решение о глобальной реставрации сквера. 
В 2008—2011 годах парк реконструировали, обновили спортплощадки, построили пешеходный мост на Птичий остров и реконструировали мост на Комсомольский остров, где теперь обустроен настоящий тренажерный зал под открытым небом. Перестроена спасательная станция, оборудованы набережные, несколько фонтанов, по озеру стал курсировать теплоход «Новы Нясвиж». На обновлённом пляже установили водную горку, форт, речной маяк, зонтики, кабинки, души и беседки. 
В 2011 году, после завершения всех строительных работ, парк Победы в Минске был снова открыт.
Вследствие проведенных работ, территория минского парка Победы расширена до 200 га, только 40 из них заняло Комсомольское озеро.
20 сентября 2013 парку было присвоено название Музейно-парковый комплекс «Победа».

## Музей истории Великой Отечественной войны
Один из главных объектов парка — музей истории Великой Отечественной войны, новое здание которого открыто 2 июля 2014 года. В фондах музея — подлинные предметы вооружения и боевой техники, предметы быта, большое количество рукописно-документальных и фотоматериалов, материалов изобразительного искусства, рассказывающих о Великой Отечественной войне и истории борьбы белорусского народа с немецкими оккупантами.
Перед музеем на холме рядом с пересечением проспектов Победителей и Машерова располагается мемориальный комплекс «Минск — город-герой».